# Transfers for AGF Fodbold
Denne liste indeholder transfers for AGF Fodbold i form af af- og tilgange i førsteholdstruppen siden 2010. Der er tale om både købs- og lejeaftaler samt oprykinger fra ungdomsrækkerne i klubben og karrierestop.
| 0Sommer 2022 | 0Sommer 2022 |
| --- | --- |
| 1. Sigurd Haugen – Købt fra Aalesund 2. Mads Emil Madsen – Købt fra Slavia Prag 3. Tobias Mølgaard – Købt fra Vejle | 1. Jack Wilshere – Kontraktudløb 2. Mustapha Bundu – Lejeaftale udløbet 3. Jón Dagur Thorsteinsson – Kontraktudløb 4. Eskild Dall – Lejeaftale udløbet |

| 0Vinter 2022 (og forår) | 0Vinter 2022 (og forår) |
| --- | --- |
| 1. Jack Wilshere – Fri transfer 2. Viktor Noring – Fri transfer 3. Frederik Ihler – Fra ungdomsafdelingen 4. Adam Daghim – Fra ungdomsafdelingen 5. Eskild Dall – Lejet i AFC Ajax | 1. Alexander Ammitzbøll – Solgt til Aalesund 2. Magnus Anbo – Karrierestop 3. Mikkel Lassen – Solgt til AC Horsens 4. Patrick Olsen – Solgt til Śląsk Wrocław 5. Jesper Juelsgård – Kontraktophævelse; skiftet til Valur 6. William Eskelinen – Fri transfer til Örebro SK |

| 0Sommer 2021 (og efterår) | 0Sommer 2021 (og efterår) |
| --- | --- |
| 1. Dawid Kurminowski – Købt i MŠK Žilina 2. Oliver Lund – Hentet i OB (fri transfer) 3. Yann Aurel Bisseck – Lejet i 1. FC Köln 4. Eric Kahl – Købt i AIK 5. Anthony D'Alberto – Hentet i Moreirense F.C. (fri transfer) 6. Frederik Brandhof – Hentet i Viborg F.F. (fri transfer) 7. Mikkel Lassen – Retur fra udlejning 8. Thomas T. Kristensen – Fra egne rækker 9. Mustapha Bundu – Lejet i RSC Anderlecht 10. Mikael Anderson – Købt i FC Midtjylland 11. Magnus Anbo – Retur fra udlejning | 1. Bror Blume – Kontraktudløb 2. Casper Højer Nielsen – Solgt til AC Sparta Prag 3. Mathias Jørgensen – Retur efter leje 4. Kamil Grabara – Retur efter leje 5. Kevin Diks – Retur efter leje 6. Magnus Anbo – Udlejet til Stjarnan 7. Milan Jevtović – Solgt til Odds BK 8. Søren Tengstedt – Solgt til Silkeborg IF 9. Alex Gersbach – Kontrakt ophævet; til Grenoble Foot 38 10. Mikkel Lassen – Udlejet til AC Horsens 11. Niklas Backman – Karrierestop |

| 0Vinter 2020/2021 | 0Vinter 2020/2021 |
| --- | --- |
| 1. Alexander Ammitzbøll – Retur efter udlejning 2. Daniel Arzani – Lejet i Manchester City 3. Mathias Jørgensen – Lejet i New York Red Bulls 4. Magnus Kaastrup – Retur efter udlejning 5. Bubacarr Sanneh – Lejet i RSC Anderlecht | 1. Mustafa Amini – Kontrakt udløbet 2. Nicklas Helenius – Solgt til Silkeborg IF 3. Magnus Kaastrup – Solgt til Lyngby BK 4. Mikkel Lassen – Udlejet til Skive IK |

| 0Sommer 2020 | 0Sommer 2020 |
| --- | --- |
| 1. Patrick Olsen – Hentet i AaB 2. Søren Tengstedt – Hentet i AaB 3. Milan Jevtović – Hentet i Røde Stjerne Beograd 4. Kevin Diks – Retur på nyt lejemål fra ACF Fiorentina 5. Mustafa Amini – Ny kort kontrakt 6. Kamil Grabara – Hentet i Liverpool FC (lejeaftale) | 1. Jakob Ankersen – Fri transfer til Esbjerg FB 2. Mustafa Amini – Kontrakt udløbet 3. Mustapha Bundu – transfer til RSC Anderlecht 4. Kevin Diks – Retur til ACF Fiorentina 5. Youssef Toutouh – kontraktudløb 6. Daniel Thøgersen – Transfer til Kolding IF |

| 0Vinter 2019/2020                                | 0Vinter 2019/2020                                                                          |
| ------------------------------------------------ | ------------------------------------------------------------------------------------------ |
| 1. Albert Grønbæk Erlykke – Hentet i egne rækker | 1. Alexander Ammitzbøll – Udlejet til FK Haugesund 2. Youssef Toutouh – Udlejet til Stabæk |

| 0Sommer 2019 | 0Sommer 2019 |
| --- | --- |
| 1. Nicolai Poulsen – Hentet i Randers FC 2. Zach Duncan – Hentet i Marconi Stallions 3. Jón Dagur Thorsteinsson – Hentet i Fulham FC 4. Nicklas Helenius – Hentet i OB 5. Alex Gersbach – Hentet i NAC Breda 6. Gift Links – Hentet i Cape Town FC 7. William Eskelinen – Hentet i GIF Sundsvall 8. Kevin Diks – Lejet i ACF Fiorentina 9. Daniel Thøgersen – Tilbage fra Næstved Boldklub (Lejeaftale slut) | 1. André Riel – Fri transfer til Lyngby Boldklub 2. Ryan Mmaee – Lejeaftale udløbet 3. Jens Stage – Solgt til F.C. København 4. Adama Guira – Solgt til R&F 5. Tobias Sana – Solgt til IFK Göteborg 6. Oscar Whalley – Solgt til OFI Kreta 7. Kasper Lunding – Udlejet til Odds BK 8. Daniel Thøgersen – Udlejet til Næstved Boldklub 9. Kamil Grabara – Lejeaftale udløbet, retur til Liverpool FC |

| 0Vinter 2018/2019 | 0Vinter 2018/2019 |
| --- | --- |
| 1. Alexander Munksgaard – Hentet i FC Midtjylland 2. Frederik Tingager – Hentet i Eintracht Braunschweig 3. Kamil Grabara – Hentet i Liverpool FC (lejeaftale) 4. Patrick Mortensen – Hentet i Sarpsborg 5. Youssef Toutouh – Hentet i Stabæk | 1. Roman Mysak – Ophævet lejeaftale 2. Björn Daniel Sverrisson – Kontrakt ophævet 3. Pierre Kanstrup – Solgt til Erzurumspor 4. Gustav Mogensen – Solgt til Brentford 5. Dino Mikanović – Solgt til FC Kairat Almaty 6. Nimo Gribenco – Udlejet til Stjarnan F.C. 7. Martin Spelmann – Skiftet til Strømsgodset |

| 0Sommer 2018 | 0Sommer 2018 |
| --- | --- |
| 1. Oscar Whalley – Hentet i Sporting Gijon 2. Roman Mysak – Hentet i FC Karpaty (lejeaftale) 3. Ryan Mmaee – Hentet i Standard Liege (lejeaftale) | 1. Mikkel Rask – Karrierestop 2. Alexander Juel Andersen – Fri transfer til Vendsyssel FF 3. Daniel A. Pedersen – Fri transfer til Lillestrøm 4. Steffen Rasmussen – Karrierestop 5. Michael Zacho – Kontraktudløb 6. Mads Boe Mikkelsen – Solgt til Vendsyssel FF 7. Martin Pusic – Fri transfer AC Horsens 8. Frederik Møller – Solgt til Silkeborg IF 9. Aleksandar Jovanovic – Solgt til SD Huesca 10. Kasper Junker – Solgt til AC Horsens |

| 0Vinter 2017/2018 | 0Vinter 2017/2018                                                                                  |
| --- | -------------------------------------------------------------------------------------------------- |
| 1. Björn Daniel Sverrisson – Retur fra leje i Vejle Boldklub 2. Martin Pusic – Hentet i F.C. København 3. Casper Højer Nielsen – Hentet i Lyngby BK | 1. Michael Zacho – Udlejet til Brabrand IF 2. Morten "Duncan" Rasmussen – Solgt til Pogon Szczecin |

| 0Sommer 2017 | 0Sommer 2017 |
| --- | --- |
| 1. Sebastian Hausner – Fra egne rækker 2. Daniel Thøgersen – Fra egne rækker 3. Pierre Kanstrup – Hentet i SønderjyskE 4. Jakob Ankersen – Hentet i Zulte Waregem 5. Frederik Møller – Hentet i AC Horsens 6. Adama Guira – Hentet i Lens 7. Tobias Sana – Hentet i Malmö FF 8. André Riel – Hentet i FC Helsingør | 1. Stephan Petersen – Fri transfer til Silkeborg IF 2. Christopher Ikonomidis – Retur til S.S. Lazio (udløbet lejeaftale) 3. Oskar Buur – Kontraktudløb 4. Thomas Juel-Nielsen – Fri transfer til Maccabi Netanya FC 5. Danny Olsen – Fri transfer til Hobro IK 6. Elmar Bjarnason – Fri transfer til Konyaspor 7. Emil Christensen – Kontraktudløb 8. Thomas Hagelskjær – Fri transfer til Vejle BK 9. Dzhamaldin Khodzhaniazov – Kontraktudløb 10. Björn Daniel Sverrisson – Udlejet til Vejle BK |

| 0Vinter 2016/2017                   | 0Vinter 2016/2017                                                 |
| ----------------------------------- | ----------------------------------------------------------------- |
| 1. Mikkel Rask – Hentet i Viborg FF | 1. Anthony J. Soares – Karrierestop 2. Jacob Torp – Kontraktudløb |

| 0Sommer 2016 | 0Sommer 2016 |
| --- | --- |
| 1. Kasper Junker – Hentet i Randers FC 2. Aleksandar Jovanovic – Hentet i Radnički Niš 3. Mustafa Amini – Hentet i Randers FC 4. Martin Spelmann – Hentet i Genclerbirligi SK 5. Anthony J. Soares – Hentet i Viking 6. Björn Daniel Sverrisson – Hentet i Viking 7. Mustapha Bundu – Hentet i Hereford FC 8. Jesper Juelsgård – Hentet i Brøndby IF 9. Christopher Ikonomidis – Leje fra S.S. Lazio | 1. Adrián López Rodríguez – Kontraktudløb 2. Kim Aabech – Fri transfer til AC Horsens 3. Emil Nielsen – Udløbet lejeaftale 4. Aleksandar Cavric – Retur til KRC Genk (udløbet lejeaftale) 5. Malthe Dahl Overgaard – Fri transfer til Kjellerup 6. Jesper Lange – Fri transfer til Helsingborgs IF 7. Josip Elez – Retur til S.S. Lazio (udløbet lejeaftale) 8. Lukas Fernandes – Fri transfer til SønderjyskE 9. Daniel Christensen – Solgt til KVC Westerlo 10. Jens Jønsson – Solgt til Konyaspor 11. Mate Vatsadze – Kontraktudløb |

| 0Vinter 2015/2016                                                                                 | 0Vinter 2015/2016                                                                                               |
| ------------------------------------------------------------------------------------------------- | --- |
| 1. Morten "Duncan" Rasmussen – Hentet i FC Midtjylland 2. Niklas Backman – Hentet i Dalian Aerbin | 1. Ahmed Yasin – Solgt til AIK 2. Morten Nordstrand – Fritstillet 3. Davit Skhirtladze – Solgt til Silkeborg IF |

| 0Vinter 2014/2015                               | 0Vinter 2014/2015 |
| ----------------------------------------------- | --- |
| 1. Morten Nordstrand – Hentet i FC Nordsjælland | 1. Orri Sigurdur Ómarsson – Kontraktudløb 2. Edafe Egbedi – Kontrakt ophævet 11. janauar 2015 3. Martin Jørgensen – Karrierestop |

| 0Sommer 2014 | 0Sommer 2014 |  |
| --- | --- |  |
| 1. Helgi Danielsson – Hentet i C.F. Belenenses 2. Darnel Situ – Hentet i Swansea City 3. Kim Aabech – Hentet i FC Nordsjælland 4. Jeppe Kjær – Hentet i HB Køge 5. Daniel Christensen – Hentet i SønderjyskE 6. Nicolai Johannessen – Hentet i FC Nordsjælland 7. Andreas Laudrup – Hentet i FC Nordsjælland 8. David Cortés – Klubløs | 1. Edafe Egbedi – Udlejet til Skive IK 2. Casper Sloth – Solgt til Leeds United 3. Osama Akharraz – Kontrakt ophævet 1. september 2014 4. Anders Kure – Transferfrit til FC Vestsjælland 5. Mikkel Kirkeskov – Solgt til OB 6. Hjalte Bo Nørregaard – Solgt til Vendsyssel FF 7. Petri Pasanen – Solgt til FC Lahti 8. Adam Eckersley – Solgt til Heart 9. Dominic Oduro – Retur til Manchester City (lejeaftale slut) 10. Søren Larsen – Karrierestop |  |

| 0Vinter 2013/2014                                                                    | 0Vinter 2013/2014                                            |
| ------------------------------------------------------------------------------------ | ------------------------------------------------------------ |
| 1. Danny Olsen – Hentet i FC Midtjylland 2. Johan Lædre Bjørdal – Hentet i Viking FK | 1. Frans Dhia Putros – Skiftet transfer fri til Silkeborg IF |

| 0Sommer 2013                                                                           | 0Sommer 2013                       |
| -------------------------------------------------------------------------------------- | ---------------------------------- |
| 1. Jesper Lange – Hentet i Esbjerg fB 2. Alexander Juel Andersen – Hentet i AC Horsens | 1. Atle Roar Håland – Karrierestop |

| 0Vinter 2012/2013                                         | 0Vinter 2012/2013 |
| --------------------------------------------------------- | --- |
| 1. Dominic Oduru – Hentet på lejeaftale i Manchester City | 1. Peter Graulund – Karrierestop 2. Aron Johannsson – Skiftet til AZ Alkmaar 3. Søren Berg – Transferfri til FC Vestsjælland 4. Morten Moldskred – Skiftet transfer fri til Tromsø |

| 0Sommer 2012                                                                              | 0Sommer 2012                                                                    |
| ----------------------------------------------------------------------------------------- | ------------------------------------------------------------------------------- |
| 1. Petri Pasanen – Hentet i FC Red Bull Salzburg 2. Mate Vatsadze – Hentet i FC Dila Gori | 1. Jerry Lucena – Transfer fri til Esbjerg FB 2. Mark Howard – Ophævet kontrakt |

| 0Vinter 2011/2012 | 0Vinter 2011/2012                                                           |
| --- | --------------------------------------------------------------------------- |
| 1. Morten Moldskred – Hentet transfer fri i Rosenborg 2. Edafe Egbedi – Hentet transfer fri i Academica Nigeria 3. Osama Akharraz – Hentet transfer fri i Brøndby IF | 1. Jens Gjesing – Transfer fri til Hobro IK 2. Anders Nielsen – Til HB Køge |

| 0Sommer 2011 | 0Sommer 2011                                                                                          |
| --- | --- |
| 1. Søren Larsen – Hentet tranfer fri i Toulouse 2. Atle Roar Håland – Hentet i OB 3. Emil Ousager – Hentet tranfer fri i OB | 1. Dan Thomassen – Skiftet til Ravenna 2. Frederik Krabbe – Skiftet efter kontraktudløb til Lyngby BK |

| 0Vinter 2010/2011                                                                   | 0Vinter 2010/2011 |
| ----------------------------------------------------------------------------------- | --- |
| 1. Søren Berg – Hentet i Randers FC 2. Hjalte Bo Nørregaard – Hentet i FC København | 1. Benny Feilhaber – Skiftet til New England Revolution i Usa 2. Dennis Høegh – Skiftet efter kontraktudløb til Viborg FF 3. Dioh Williams – Skiftet til BK Häcken 4. Alexander Jackson Møller – Skiftet til Hobro IK |

| 0Sommer 2010 | 0Sommer 2010 |
| --- | --- |
| 1. Adam Eckersley – Hentet tranfer fri i AC Horsens 2. Aron Johannsson – Hentet i Fjölnir 3. Arthur Sorin – Hentet i Sedan (lejeaftale slut) | 1. Jakob Poulsen – Skiftet til FCM 2. Nando Rafael – Skiftet til FC Augsburg 3. Ulrik Lindkvist – (kontraktudløb) 4. Kim Madsen – (karierrestop) |

| 0Vinter 2014/2015                               | 0Vinter 2014/2015 |
| ----------------------------------------------- | --- |
| 1. Morten Nordstrand – Hentet i FC Nordsjælland | 1. Orri Sigurdur Ómarsson – Kontraktudløb 2. Edafe Egbedi – Kontrakt ophævet 11. janauar 2015 3. Martin Jørgensen – Karrierestop |

| 0Sommer 2014 | 0Sommer 2014 |  |
| --- | --- |  |
| 1. Helgi Danielsson – Hentet i C.F. Belenenses 2. Darnel Situ – Hentet i Swansea City 3. Kim Aabech – Hentet i FC Nordsjælland 4. Jeppe Kjær – Hentet i HB Køge 5. Daniel Christensen – Hentet i SønderjyskE 6. Nicolai Johannessen – Hentet i FC Nordsjælland 7. Andreas Laudrup – Hentet i FC Nordsjælland 8. David Cortés – Klubløs | 1. Edafe Egbedi – Udlejet til Skive IK 2. Casper Sloth – Solgt til Leeds United 3. Osama Akharraz – Kontrakt ophævet 1. september 2014 4. Anders Kure – Transferfrit til FC Vestsjælland 5. Mikkel Kirkeskov – Solgt til OB 6. Hjalte Bo Nørregaard – Solgt til Vendsyssel FF 7. Petri Pasanen – Solgt til FC Lahti 8. Adam Eckersley – Solgt til Heart 9. Dominic Oduro – Retur til Manchester City (lejeaftale slut) 10. Søren Larsen – Karrierestop |  |

| 0Vinter 2013/2014                                                                    | 0Vinter 2013/2014                                            |
| ------------------------------------------------------------------------------------ | ------------------------------------------------------------ |
| 1. Danny Olsen – Hentet i FC Midtjylland 2. Johan Lædre Bjørdal – Hentet i Viking FK | 1. Frans Dhia Putros – Skiftet transfer fri til Silkeborg IF |

| 0Sommer 2013                                                                           | 0Sommer 2013                       |
| -------------------------------------------------------------------------------------- | ---------------------------------- |
| 1. Jesper Lange – Hentet i Esbjerg fB 2. Alexander Juel Andersen – Hentet i AC Horsens | 1. Atle Roar Håland – Karrierestop |

| 0Vinter 2012/2013                                         | 0Vinter 2012/2013 |
| --------------------------------------------------------- | --- |
| 1. Dominic Oduru – Hentet på lejeaftale i Manchester City | 1. Peter Graulund – Karrierestop 2. Aron Johannsson – Skiftet til AZ Alkmaar 3. Søren Berg – Transferfri til FC Vestsjælland 4. Morten Moldskred – Skiftet transfer fri til Tromsø |

| 0Sommer 2012                                                                              | 0Sommer 2012                                                                    |
| ----------------------------------------------------------------------------------------- | ------------------------------------------------------------------------------- |
| 1. Petri Pasanen – Hentet i FC Red Bull Salzburg 2. Mate Vatsadze – Hentet i FC Dila Gori | 1. Jerry Lucena – Transfer fri til Esbjerg FB 2. Mark Howard – Ophævet kontrakt |

| 0Vinter 2011/2012 | 0Vinter 2011/2012                                                           |
| --- | --------------------------------------------------------------------------- |
| 1. Morten Moldskred – Hentet transfer fri i Rosenborg 2. Edafe Egbedi – Hentet transfer fri i Academica Nigeria 3. Osama Akharraz – Hentet transfer fri i Brøndby IF | 1. Jens Gjesing – Transfer fri til Hobro IK 2. Anders Nielsen – Til HB Køge |

| 0Sommer 2011 | 0Sommer 2011                                                                                          |
| --- | --- |
| 1. Søren Larsen – Hentet tranfer fri i Toulouse 2. Atle Roar Håland – Hentet i OB 3. Emil Ousager – Hentet tranfer fri i OB | 1. Dan Thomassen – Skiftet til Ravenna 2. Frederik Krabbe – Skiftet efter kontraktudløb til Lyngby BK |

| 0Vinter 2010/2011                                                                   | 0Vinter 2010/2011 |
| ----------------------------------------------------------------------------------- | --- |
| 1. Søren Berg – Hentet i Randers FC 2. Hjalte Bo Nørregaard – Hentet i FC København | 1. Benny Feilhaber – Skiftet til New England Revolution i Usa 2. Dennis Høegh – Skiftet efter kontraktudløb til Viborg FF 3. Dioh Williams – Skiftet til BK Häcken 4. Alexander Jackson Møller – Skiftet til Hobro IK |

| 0Sommer 2010 | 0Sommer 2010 |
| --- | --- |
| 1. Adam Eckersley – Hentet tranfer fri i AC Horsens 2. Aron Johannsson – Hentet i Fjölnir 3. Arthur Sorin – Hentet i Sedan (lejeaftale slut) | 1. Jakob Poulsen – Skiftet til FCM 2. Nando Rafael – Skiftet til FC Augsburg 3. Ulrik Lindkvist – (kontraktudløb) 4. Kim Madsen – (karierrestop) |

| 0Vinter 2018/2019 | 0Vinter 2018/2019 |
| --- | --- |
| 1. Alexander Munksgaard – Hentet i FC Midtjylland 2. Frederik Tingager – Hentet i Eintracht Braunschweig 3. Kamil Grabara – Hentet i Liverpool FC (lejeaftale) 4. Patrick Mortensen – Hentet i Sarpsborg 5. Youssef Toutouh – Hentet i Stabæk | 1. Roman Mysak – Ophævet lejeaftale 2. Björn Daniel Sverrisson – Kontrakt ophævet 3. Pierre Kanstrup – Solgt til Erzurumspor 4. Gustav Mogensen – Solgt til Brentford 5. Dino Mikanović – Solgt til FC Kairat Almaty 6. Nimo Gribenco – Udlejet til Stjarnan F.C. 7. Martin Spelmann – Skiftet til Strømsgodset |

| 0Sommer 2018 | 0Sommer 2018 |
| --- | --- |
| 1. Oscar Whalley – Hentet i Sporting Gijon 2. Roman Mysak – Hentet i FC Karpaty (lejeaftale) 3. Ryan Mmaee – Hentet i Standard Liege (lejeaftale) | 1. Mikkel Rask – Karrierestop 2. Alexander Juel Andersen – Fri transfer til Vendsyssel FF 3. Daniel A. Pedersen – Fri transfer til Lillestrøm 4. Steffen Rasmussen – Karrierestop 5. Michael Zacho – Kontraktudløb 6. Mads Boe Mikkelsen – Solgt til Vendsyssel FF 7. Martin Pusic – Fri transfer AC Horsens 8. Frederik Møller – Solgt til Silkeborg IF 9. Aleksandar Jovanovic – Solgt til SD Huesca 10. Kasper Junker – Solgt til AC Horsens |

| 0Vinter 2017/2018 | 0Vinter 2017/2018                                                                                  |
| --- | -------------------------------------------------------------------------------------------------- |
| 1. Björn Daniel Sverrisson – Retur fra leje i Vejle Boldklub 2. Martin Pusic – Hentet i F.C. København 3. Casper Højer Nielsen – Hentet i Lyngby BK | 1. Michael Zacho – Udlejet til Brabrand IF 2. Morten "Duncan" Rasmussen – Solgt til Pogon Szczecin |

| 0Sommer 2017 | 0Sommer 2017 |
| --- | --- |
| 1. Sebastian Hausner – Fra egne rækker 2. Daniel Thøgersen – Fra egne rækker 3. Pierre Kanstrup – Hentet i SønderjyskE 4. Jakob Ankersen – Hentet i Zulte Waregem 5. Frederik Møller – Hentet i AC Horsens 6. Adama Guira – Hentet i Lens 7. Tobias Sana – Hentet i Malmö FF 8. André Riel – Hentet i FC Helsingør | 1. Stephan Petersen – Fri transfer til Silkeborg IF 2. Christopher Ikonomidis – Retur til S.S. Lazio (udløbet lejeaftale) 3. Oskar Buur – Kontraktudløb 4. Thomas Juel-Nielsen – Fri transfer til Maccabi Netanya FC 5. Danny Olsen – Fri transfer til Hobro IK 6. Elmar Bjarnason – Fri transfer til Konyaspor 7. Emil Christensen – Kontraktudløb 8. Thomas Hagelskjær – Fri transfer til Vejle BK 9. Dzhamaldin Khodzhaniazov – Kontraktudløb 10. Björn Daniel Sverrisson – Udlejet til Vejle BK |

| 0Vinter 2016/2017                   | 0Vinter 2016/2017                                                 |
| ----------------------------------- | ----------------------------------------------------------------- |
| 1. Mikkel Rask – Hentet i Viborg FF | 1. Anthony J. Soares – Karrierestop 2. Jacob Torp – Kontraktudløb |

| 0Sommer 2016 | 0Sommer 2016 |
| --- | --- |
| 1. Kasper Junker – Hentet i Randers FC 2. Aleksandar Jovanovic – Hentet i Radnički Niš 3. Mustafa Amini – Hentet i Randers FC 4. Martin Spelmann – Hentet i Genclerbirligi SK 5. Anthony J. Soares – Hentet i Viking 6. Björn Daniel Sverrisson – Hentet i Viking 7. Mustapha Bundu – Hentet i Hereford FC 8. Jesper Juelsgård – Hentet i Brøndby IF 9. Christopher Ikonomidis – Leje fra S.S. Lazio | 1. Adrián López Rodríguez – Kontraktudløb 2. Kim Aabech – Fri transfer til AC Horsens 3. Emil Nielsen – Udløbet lejeaftale 4. Aleksandar Cavric – Retur til KRC Genk (udløbet lejeaftale) 5. Malthe Dahl Overgaard – Fri transfer til Kjellerup 6. Jesper Lange – Fri transfer til Helsingborgs IF 7. Josip Elez – Retur til S.S. Lazio (udløbet lejeaftale) 8. Lukas Fernandes – Fri transfer til SønderjyskE 9. Daniel Christensen – Solgt til KVC Westerlo 10. Jens Jønsson – Solgt til Konyaspor 11. Mate Vatsadze – Kontraktudløb |

| 0Vinter 2015/2016                                                                                 | 0Vinter 2015/2016                                                                                               |
| ------------------------------------------------------------------------------------------------- | --- |
| 1. Morten "Duncan" Rasmussen – Hentet i FC Midtjylland 2. Niklas Backman – Hentet i Dalian Aerbin | 1. Ahmed Yasin – Solgt til AIK 2. Morten Nordstrand – Fritstillet 3. Davit Skhirtladze – Solgt til Silkeborg IF |

| 0Vinter 2014/2015                               | 0Vinter 2014/2015 |
| ----------------------------------------------- | --- |
| 1. Morten Nordstrand – Hentet i FC Nordsjælland | 1. Orri Sigurdur Ómarsson – Kontraktudløb 2. Edafe Egbedi – Kontrakt ophævet 11. janauar 2015 3. Martin Jørgensen – Karrierestop |

| 0Sommer 2014 | 0Sommer 2014 |  |
| --- | --- |  |
| 1. Helgi Danielsson – Hentet i C.F. Belenenses 2. Darnel Situ – Hentet i Swansea City 3. Kim Aabech – Hentet i FC Nordsjælland 4. Jeppe Kjær – Hentet i HB Køge 5. Daniel Christensen – Hentet i SønderjyskE 6. Nicolai Johannessen – Hentet i FC Nordsjælland 7. Andreas Laudrup – Hentet i FC Nordsjælland 8. David Cortés – Klubløs | 1. Edafe Egbedi – Udlejet til Skive IK 2. Casper Sloth – Solgt til Leeds United 3. Osama Akharraz – Kontrakt ophævet 1. september 2014 4. Anders Kure – Transferfrit til FC Vestsjælland 5. Mikkel Kirkeskov – Solgt til OB 6. Hjalte Bo Nørregaard – Solgt til Vendsyssel FF 7. Petri Pasanen – Solgt til FC Lahti 8. Adam Eckersley – Solgt til Heart 9. Dominic Oduro – Retur til Manchester City (lejeaftale slut) 10. Søren Larsen – Karrierestop |  |

| 0Vinter 2013/2014                                                                    | 0Vinter 2013/2014                                            |
| ------------------------------------------------------------------------------------ | ------------------------------------------------------------ |
| 1. Danny Olsen – Hentet i FC Midtjylland 2. Johan Lædre Bjørdal – Hentet i Viking FK | 1. Frans Dhia Putros – Skiftet transfer fri til Silkeborg IF |

| 0Sommer 2013                                                                           | 0Sommer 2013                       |
| -------------------------------------------------------------------------------------- | ---------------------------------- |
| 1. Jesper Lange – Hentet i Esbjerg fB 2. Alexander Juel Andersen – Hentet i AC Horsens | 1. Atle Roar Håland – Karrierestop |

| 0Vinter 2012/2013                                         | 0Vinter 2012/2013 |
| --------------------------------------------------------- | --- |
| 1. Dominic Oduru – Hentet på lejeaftale i Manchester City | 1. Peter Graulund – Karrierestop 2. Aron Johannsson – Skiftet til AZ Alkmaar 3. Søren Berg – Transferfri til FC Vestsjælland 4. Morten Moldskred – Skiftet transfer fri til Tromsø |

| 0Sommer 2012                                                                              | 0Sommer 2012                                                                    |
| ----------------------------------------------------------------------------------------- | ------------------------------------------------------------------------------- |
| 1. Petri Pasanen – Hentet i FC Red Bull Salzburg 2. Mate Vatsadze – Hentet i FC Dila Gori | 1. Jerry Lucena – Transfer fri til Esbjerg FB 2. Mark Howard – Ophævet kontrakt |

| 0Vinter 2011/2012 | 0Vinter 2011/2012                                                           |
| --- | --------------------------------------------------------------------------- |
| 1. Morten Moldskred – Hentet transfer fri i Rosenborg 2. Edafe Egbedi – Hentet transfer fri i Academica Nigeria 3. Osama Akharraz – Hentet transfer fri i Brøndby IF | 1. Jens Gjesing – Transfer fri til Hobro IK 2. Anders Nielsen – Til HB Køge |

| 0Sommer 2011 | 0Sommer 2011                                                                                          |
| --- | --- |
| 1. Søren Larsen – Hentet tranfer fri i Toulouse 2. Atle Roar Håland – Hentet i OB 3. Emil Ousager – Hentet tranfer fri i OB | 1. Dan Thomassen – Skiftet til Ravenna 2. Frederik Krabbe – Skiftet efter kontraktudløb til Lyngby BK |

| 0Vinter 2010/2011                                                                   | 0Vinter 2010/2011 |
| ----------------------------------------------------------------------------------- | --- |
| 1. Søren Berg – Hentet i Randers FC 2. Hjalte Bo Nørregaard – Hentet i FC København | 1. Benny Feilhaber – Skiftet til New England Revolution i Usa 2. Dennis Høegh – Skiftet efter kontraktudløb til Viborg FF 3. Dioh Williams – Skiftet til BK Häcken 4. Alexander Jackson Møller – Skiftet til Hobro IK |

| 0Sommer 2010 | 0Sommer 2010 |
| --- | --- |
| 1. Adam Eckersley – Hentet tranfer fri i AC Horsens 2. Aron Johannsson – Hentet i Fjölnir 3. Arthur Sorin – Hentet i Sedan (lejeaftale slut) | 1. Jakob Poulsen – Skiftet til FCM 2. Nando Rafael – Skiftet til FC Augsburg 3. Ulrik Lindkvist – (kontraktudløb) 4. Kim Madsen – (karierrestop) |

| 0Vinter 2014/2015                               | 0Vinter 2014/2015 |
| ----------------------------------------------- | --- |
| 1. Morten Nordstrand – Hentet i FC Nordsjælland | 1. Orri Sigurdur Ómarsson – Kontraktudløb 2. Edafe Egbedi – Kontrakt ophævet 11. janauar 2015 3. Martin Jørgensen – Karrierestop |

| 0Sommer 2014 | 0Sommer 2014 |  |
| --- | --- |  |
| 1. Helgi Danielsson – Hentet i C.F. Belenenses 2. Darnel Situ – Hentet i Swansea City 3. Kim Aabech – Hentet i FC Nordsjælland 4. Jeppe Kjær – Hentet i HB Køge 5. Daniel Christensen – Hentet i SønderjyskE 6. Nicolai Johannessen – Hentet i FC Nordsjælland 7. Andreas Laudrup – Hentet i FC Nordsjælland 8. David Cortés – Klubløs | 1. Edafe Egbedi – Udlejet til Skive IK 2. Casper Sloth – Solgt til Leeds United 3. Osama Akharraz – Kontrakt ophævet 1. september 2014 4. Anders Kure – Transferfrit til FC Vestsjælland 5. Mikkel Kirkeskov – Solgt til OB 6. Hjalte Bo Nørregaard – Solgt til Vendsyssel FF 7. Petri Pasanen – Solgt til FC Lahti 8. Adam Eckersley – Solgt til Heart 9. Dominic Oduro – Retur til Manchester City (lejeaftale slut) 10. Søren Larsen – Karrierestop |  |

| 0Vinter 2013/2014                                                                    | 0Vinter 2013/2014                                            |
| ------------------------------------------------------------------------------------ | ------------------------------------------------------------ |
| 1. Danny Olsen – Hentet i FC Midtjylland 2. Johan Lædre Bjørdal – Hentet i Viking FK | 1. Frans Dhia Putros – Skiftet transfer fri til Silkeborg IF |

| 0Sommer 2013                                                                           | 0Sommer 2013                       |
| -------------------------------------------------------------------------------------- | ---------------------------------- |
| 1. Jesper Lange – Hentet i Esbjerg fB 2. Alexander Juel Andersen – Hentet i AC Horsens | 1. Atle Roar Håland – Karrierestop |

| 0Vinter 2012/2013                                         | 0Vinter 2012/2013 |
| --------------------------------------------------------- | --- |
| 1. Dominic Oduru – Hentet på lejeaftale i Manchester City | 1. Peter Graulund – Karrierestop 2. Aron Johannsson – Skiftet til AZ Alkmaar 3. Søren Berg – Transferfri til FC Vestsjælland 4. Morten Moldskred – Skiftet transfer fri til Tromsø |

| 0Sommer 2012                                                                              | 0Sommer 2012                                                                    |
| ----------------------------------------------------------------------------------------- | ------------------------------------------------------------------------------- |
| 1. Petri Pasanen – Hentet i FC Red Bull Salzburg 2. Mate Vatsadze – Hentet i FC Dila Gori | 1. Jerry Lucena – Transfer fri til Esbjerg FB 2. Mark Howard – Ophævet kontrakt |

| 0Vinter 2011/2012 | 0Vinter 2011/2012                                                           |
| --- | --------------------------------------------------------------------------- |
| 1. Morten Moldskred – Hentet transfer fri i Rosenborg 2. Edafe Egbedi – Hentet transfer fri i Academica Nigeria 3. Osama Akharraz – Hentet transfer fri i Brøndby IF | 1. Jens Gjesing – Transfer fri til Hobro IK 2. Anders Nielsen – Til HB Køge |

| 0Sommer 2011 | 0Sommer 2011                                                                                          |
| --- | --- |
| 1. Søren Larsen – Hentet tranfer fri i Toulouse 2. Atle Roar Håland – Hentet i OB 3. Emil Ousager – Hentet tranfer fri i OB | 1. Dan Thomassen – Skiftet til Ravenna 2. Frederik Krabbe – Skiftet efter kontraktudløb til Lyngby BK |

| 0Vinter 2010/2011                                                                   | 0Vinter 2010/2011 |
| ----------------------------------------------------------------------------------- | --- |
| 1. Søren Berg – Hentet i Randers FC 2. Hjalte Bo Nørregaard – Hentet i FC København | 1. Benny Feilhaber – Skiftet til New England Revolution i Usa 2. Dennis Høegh – Skiftet efter kontraktudløb til Viborg FF 3. Dioh Williams – Skiftet til BK Häcken 4. Alexander Jackson Møller – Skiftet til Hobro IK |

| 0Sommer 2010 | 0Sommer 2010 |
| --- | --- |
| 1. Adam Eckersley – Hentet tranfer fri i AC Horsens 2. Aron Johannsson – Hentet i Fjölnir 3. Arthur Sorin – Hentet i Sedan (lejeaftale slut) | 1. Jakob Poulsen – Skiftet til FCM 2. Nando Rafael – Skiftet til FC Augsburg 3. Ulrik Lindkvist – (kontraktudløb) 4. Kim Madsen – (karierrestop) |

| 0Sommer 2020 | 0Sommer 2020 |
| --- | --- |
| 1. Patrick Olsen – Hentet i AaB 2. Søren Tengstedt – Hentet i AaB 3. Milan Jevtović – Hentet i Røde Stjerne Beograd 4. Kevin Diks – Retur på nyt lejemål fra ACF Fiorentina 5. Mustafa Amini – Ny kort kontrakt 6. Kamil Grabara – Hentet i Liverpool FC (lejeaftale) | 1. Jakob Ankersen – Fri transfer til Esbjerg FB 2. Mustafa Amini – Kontrakt udløbet 3. Mustapha Bundu – transfer til RSC Anderlecht 4. Kevin Diks – Retur til ACF Fiorentina 5. Youssef Toutouh – kontraktudløb 6. Daniel Thøgersen – Transfer til Kolding IF |

| 0Vinter 2019/2020                                | 0Vinter 2019/2020                                                                          |
| ------------------------------------------------ | ------------------------------------------------------------------------------------------ |
| 1. Albert Grønbæk Erlykke – Hentet i egne rækker | 1. Alexander Ammitzbøll – Udlejet til FK Haugesund 2. Youssef Toutouh – Udlejet til Stabæk |

| 0Sommer 2019 | 0Sommer 2019 |
| --- | --- |
| 1. Nicolai Poulsen – Hentet i Randers FC 2. Zach Duncan – Hentet i Marconi Stallions 3. Jón Dagur Thorsteinsson – Hentet i Fulham FC 4. Nicklas Helenius – Hentet i OB 5. Alex Gersbach – Hentet i NAC Breda 6. Gift Links – Hentet i Cape Town FC 7. William Eskelinen – Hentet i GIF Sundsvall 8. Kevin Diks – Lejet i ACF Fiorentina 9. Daniel Thøgersen – Tilbage fra Næstved Boldklub (Lejeaftale slut) | 1. André Riel – Fri transfer til Lyngby Boldklub 2. Ryan Mmaee – Lejeaftale udløbet 3. Jens Stage – Solgt til F.C. København 4. Adama Guira – Solgt til R&F 5. Tobias Sana – Solgt til IFK Göteborg 6. Oscar Whalley – Solgt til OFI Kreta 7. Kasper Lunding – Udlejet til Odds BK 8. Daniel Thøgersen – Udlejet til Næstved Boldklub 9. Kamil Grabara – Lejeaftale udløbet, retur til Liverpool FC |

| 0Vinter 2018/2019 | 0Vinter 2018/2019 |
| --- | --- |
| 1. Alexander Munksgaard – Hentet i FC Midtjylland 2. Frederik Tingager – Hentet i Eintracht Braunschweig 3. Kamil Grabara – Hentet i Liverpool FC (lejeaftale) 4. Patrick Mortensen – Hentet i Sarpsborg 5. Youssef Toutouh – Hentet i Stabæk | 1. Roman Mysak – Ophævet lejeaftale 2. Björn Daniel Sverrisson – Kontrakt ophævet 3. Pierre Kanstrup – Solgt til Erzurumspor 4. Gustav Mogensen – Solgt til Brentford 5. Dino Mikanović – Solgt til FC Kairat Almaty 6. Nimo Gribenco – Udlejet til Stjarnan F.C. 7. Martin Spelmann – Skiftet til Strømsgodset |

| 0Sommer 2018 | 0Sommer 2018 |
| --- | --- |
| 1. Oscar Whalley – Hentet i Sporting Gijon 2. Roman Mysak – Hentet i FC Karpaty (lejeaftale) 3. Ryan Mmaee – Hentet i Standard Liege (lejeaftale) | 1. Mikkel Rask – Karrierestop 2. Alexander Juel Andersen – Fri transfer til Vendsyssel FF 3. Daniel A. Pedersen – Fri transfer til Lillestrøm 4. Steffen Rasmussen – Karrierestop 5. Michael Zacho – Kontraktudløb 6. Mads Boe Mikkelsen – Solgt til Vendsyssel FF 7. Martin Pusic – Fri transfer AC Horsens 8. Frederik Møller – Solgt til Silkeborg IF 9. Aleksandar Jovanovic – Solgt til SD Huesca 10. Kasper Junker – Solgt til AC Horsens |

| 0Vinter 2017/2018 | 0Vinter 2017/2018                                                                                  |
| --- | -------------------------------------------------------------------------------------------------- |
| 1. Björn Daniel Sverrisson – Retur fra leje i Vejle Boldklub 2. Martin Pusic – Hentet i F.C. København 3. Casper Højer Nielsen – Hentet i Lyngby BK | 1. Michael Zacho – Udlejet til Brabrand IF 2. Morten "Duncan" Rasmussen – Solgt til Pogon Szczecin |

| 0Sommer 2017 | 0Sommer 2017 |
| --- | --- |
| 1. Sebastian Hausner – Fra egne rækker 2. Daniel Thøgersen – Fra egne rækker 3. Pierre Kanstrup – Hentet i SønderjyskE 4. Jakob Ankersen – Hentet i Zulte Waregem 5. Frederik Møller – Hentet i AC Horsens 6. Adama Guira – Hentet i Lens 7. Tobias Sana – Hentet i Malmö FF 8. André Riel – Hentet i FC Helsingør | 1. Stephan Petersen – Fri transfer til Silkeborg IF 2. Christopher Ikonomidis – Retur til S.S. Lazio (udløbet lejeaftale) 3. Oskar Buur – Kontraktudløb 4. Thomas Juel-Nielsen – Fri transfer til Maccabi Netanya FC 5. Danny Olsen – Fri transfer til Hobro IK 6. Elmar Bjarnason – Fri transfer til Konyaspor 7. Emil Christensen – Kontraktudløb 8. Thomas Hagelskjær – Fri transfer til Vejle BK 9. Dzhamaldin Khodzhaniazov – Kontraktudløb 10. Björn Daniel Sverrisson – Udlejet til Vejle BK |

| 0Vinter 2016/2017                   | 0Vinter 2016/2017                                                 |
| ----------------------------------- | ----------------------------------------------------------------- |
| 1. Mikkel Rask – Hentet i Viborg FF | 1. Anthony J. Soares – Karrierestop 2. Jacob Torp – Kontraktudløb |

| 0Sommer 2016 | 0Sommer 2016 |
| --- | --- |
| 1. Kasper Junker – Hentet i Randers FC 2. Aleksandar Jovanovic – Hentet i Radnički Niš 3. Mustafa Amini – Hentet i Randers FC 4. Martin Spelmann – Hentet i Genclerbirligi SK 5. Anthony J. Soares – Hentet i Viking 6. Björn Daniel Sverrisson – Hentet i Viking 7. Mustapha Bundu – Hentet i Hereford FC 8. Jesper Juelsgård – Hentet i Brøndby IF 9. Christopher Ikonomidis – Leje fra S.S. Lazio | 1. Adrián López Rodríguez – Kontraktudløb 2. Kim Aabech – Fri transfer til AC Horsens 3. Emil Nielsen – Udløbet lejeaftale 4. Aleksandar Cavric – Retur til KRC Genk (udløbet lejeaftale) 5. Malthe Dahl Overgaard – Fri transfer til Kjellerup 6. Jesper Lange – Fri transfer til Helsingborgs IF 7. Josip Elez – Retur til S.S. Lazio (udløbet lejeaftale) 8. Lukas Fernandes – Fri transfer til SønderjyskE 9. Daniel Christensen – Solgt til KVC Westerlo 10. Jens Jønsson – Solgt til Konyaspor 11. Mate Vatsadze – Kontraktudløb |

| 0Vinter 2015/2016                                                                                 | 0Vinter 2015/2016                                                                                               |
| ------------------------------------------------------------------------------------------------- | --- |
| 1. Morten "Duncan" Rasmussen – Hentet i FC Midtjylland 2. Niklas Backman – Hentet i Dalian Aerbin | 1. Ahmed Yasin – Solgt til AIK 2. Morten Nordstrand – Fritstillet 3. Davit Skhirtladze – Solgt til Silkeborg IF |

| 0Vinter 2014/2015                               | 0Vinter 2014/2015 |
| ----------------------------------------------- | --- |
| 1. Morten Nordstrand – Hentet i FC Nordsjælland | 1. Orri Sigurdur Ómarsson – Kontraktudløb 2. Edafe Egbedi – Kontrakt ophævet 11. janauar 2015 3. Martin Jørgensen – Karrierestop |

| 0Sommer 2014 | 0Sommer 2014 |  |
| --- | --- |  |
| 1. Helgi Danielsson – Hentet i C.F. Belenenses 2. Darnel Situ – Hentet i Swansea City 3. Kim Aabech – Hentet i FC Nordsjælland 4. Jeppe Kjær – Hentet i HB Køge 5. Daniel Christensen – Hentet i SønderjyskE 6. Nicolai Johannessen – Hentet i FC Nordsjælland 7. Andreas Laudrup – Hentet i FC Nordsjælland 8. David Cortés – Klubløs | 1. Edafe Egbedi – Udlejet til Skive IK 2. Casper Sloth – Solgt til Leeds United 3. Osama Akharraz – Kontrakt ophævet 1. september 2014 4. Anders Kure – Transferfrit til FC Vestsjælland 5. Mikkel Kirkeskov – Solgt til OB 6. Hjalte Bo Nørregaard – Solgt til Vendsyssel FF 7. Petri Pasanen – Solgt til FC Lahti 8. Adam Eckersley – Solgt til Heart 9. Dominic Oduro – Retur til Manchester City (lejeaftale slut) 10. Søren Larsen – Karrierestop |  |

| 0Vinter 2013/2014                                                                    | 0Vinter 2013/2014                                            |
| ------------------------------------------------------------------------------------ | ------------------------------------------------------------ |
| 1. Danny Olsen – Hentet i FC Midtjylland 2. Johan Lædre Bjørdal – Hentet i Viking FK | 1. Frans Dhia Putros – Skiftet transfer fri til Silkeborg IF |

| 0Sommer 2013                                                                           | 0Sommer 2013                       |
| -------------------------------------------------------------------------------------- | ---------------------------------- |
| 1. Jesper Lange – Hentet i Esbjerg fB 2. Alexander Juel Andersen – Hentet i AC Horsens | 1. Atle Roar Håland – Karrierestop |

| 0Vinter 2012/2013                                         | 0Vinter 2012/2013 |
| --------------------------------------------------------- | --- |
| 1. Dominic Oduru – Hentet på lejeaftale i Manchester City | 1. Peter Graulund – Karrierestop 2. Aron Johannsson – Skiftet til AZ Alkmaar 3. Søren Berg – Transferfri til FC Vestsjælland 4. Morten Moldskred – Skiftet transfer fri til Tromsø |

| 0Sommer 2012                                                                              | 0Sommer 2012                                                                    |
| ----------------------------------------------------------------------------------------- | ------------------------------------------------------------------------------- |
| 1. Petri Pasanen – Hentet i FC Red Bull Salzburg 2. Mate Vatsadze – Hentet i FC Dila Gori | 1. Jerry Lucena – Transfer fri til Esbjerg FB 2. Mark Howard – Ophævet kontrakt |

| 0Vinter 2011/2012 | 0Vinter 2011/2012                                                           |
| --- | --------------------------------------------------------------------------- |
| 1. Morten Moldskred – Hentet transfer fri i Rosenborg 2. Edafe Egbedi – Hentet transfer fri i Academica Nigeria 3. Osama Akharraz – Hentet transfer fri i Brøndby IF | 1. Jens Gjesing – Transfer fri til Hobro IK 2. Anders Nielsen – Til HB Køge |

| 0Sommer 2011 | 0Sommer 2011                                                                                          |
| --- | --- |
| 1. Søren Larsen – Hentet tranfer fri i Toulouse 2. Atle Roar Håland – Hentet i OB 3. Emil Ousager – Hentet tranfer fri i OB | 1. Dan Thomassen – Skiftet til Ravenna 2. Frederik Krabbe – Skiftet efter kontraktudløb til Lyngby BK |

| 0Vinter 2010/2011                                                                   | 0Vinter 2010/2011 |
| ----------------------------------------------------------------------------------- | --- |
| 1. Søren Berg – Hentet i Randers FC 2. Hjalte Bo Nørregaard – Hentet i FC København | 1. Benny Feilhaber – Skiftet til New England Revolution i Usa 2. Dennis Høegh – Skiftet efter kontraktudløb til Viborg FF 3. Dioh Williams – Skiftet til BK Häcken 4. Alexander Jackson Møller – Skiftet til Hobro IK |

| 0Sommer 2010 | 0Sommer 2010 |
| --- | --- |
| 1. Adam Eckersley – Hentet tranfer fri i AC Horsens 2. Aron Johannsson – Hentet i Fjölnir 3. Arthur Sorin – Hentet i Sedan (lejeaftale slut) | 1. Jakob Poulsen – Skiftet til FCM 2. Nando Rafael – Skiftet til FC Augsburg 3. Ulrik Lindkvist – (kontraktudløb) 4. Kim Madsen – (karierrestop) |

| 0Vinter 2014/2015                               | 0Vinter 2014/2015 |
| ----------------------------------------------- | --- |
| 1. Morten Nordstrand – Hentet i FC Nordsjælland | 1. Orri Sigurdur Ómarsson – Kontraktudløb 2. Edafe Egbedi – Kontrakt ophævet 11. janauar 2015 3. Martin Jørgensen – Karrierestop |

| 0Sommer 2014 | 0Sommer 2014 |  |
| --- | --- |  |
| 1. Helgi Danielsson – Hentet i C.F. Belenenses 2. Darnel Situ – Hentet i Swansea City 3. Kim Aabech – Hentet i FC Nordsjælland 4. Jeppe Kjær – Hentet i HB Køge 5. Daniel Christensen – Hentet i SønderjyskE 6. Nicolai Johannessen – Hentet i FC Nordsjælland 7. Andreas Laudrup – Hentet i FC Nordsjælland 8. David Cortés – Klubløs | 1. Edafe Egbedi – Udlejet til Skive IK 2. Casper Sloth – Solgt til Leeds United 3. Osama Akharraz – Kontrakt ophævet 1. september 2014 4. Anders Kure – Transferfrit til FC Vestsjælland 5. Mikkel Kirkeskov – Solgt til OB 6. Hjalte Bo Nørregaard – Solgt til Vendsyssel FF 7. Petri Pasanen – Solgt til FC Lahti 8. Adam Eckersley – Solgt til Heart 9. Dominic Oduro – Retur til Manchester City (lejeaftale slut) 10. Søren Larsen – Karrierestop |  |

| 0Vinter 2013/2014                                                                    | 0Vinter 2013/2014                                            |
| ------------------------------------------------------------------------------------ | ------------------------------------------------------------ |
| 1. Danny Olsen – Hentet i FC Midtjylland 2. Johan Lædre Bjørdal – Hentet i Viking FK | 1. Frans Dhia Putros – Skiftet transfer fri til Silkeborg IF |

| 0Sommer 2013                                                                           | 0Sommer 2013                       |
| -------------------------------------------------------------------------------------- | ---------------------------------- |
| 1. Jesper Lange – Hentet i Esbjerg fB 2. Alexander Juel Andersen – Hentet i AC Horsens | 1. Atle Roar Håland – Karrierestop |

| 0Vinter 2012/2013                                         | 0Vinter 2012/2013 |
| --------------------------------------------------------- | --- |
| 1. Dominic Oduru – Hentet på lejeaftale i Manchester City | 1. Peter Graulund – Karrierestop 2. Aron Johannsson – Skiftet til AZ Alkmaar 3. Søren Berg – Transferfri til FC Vestsjælland 4. Morten Moldskred – Skiftet transfer fri til Tromsø |

| 0Sommer 2012                                                                              | 0Sommer 2012                                                                    |
| ----------------------------------------------------------------------------------------- | ------------------------------------------------------------------------------- |
| 1. Petri Pasanen – Hentet i FC Red Bull Salzburg 2. Mate Vatsadze – Hentet i FC Dila Gori | 1. Jerry Lucena – Transfer fri til Esbjerg FB 2. Mark Howard – Ophævet kontrakt |

| 0Vinter 2011/2012 | 0Vinter 2011/2012                                                           |
| --- | --------------------------------------------------------------------------- |
| 1. Morten Moldskred – Hentet transfer fri i Rosenborg 2. Edafe Egbedi – Hentet transfer fri i Academica Nigeria 3. Osama Akharraz – Hentet transfer fri i Brøndby IF | 1. Jens Gjesing – Transfer fri til Hobro IK 2. Anders Nielsen – Til HB Køge |

| 0Sommer 2011 | 0Sommer 2011                                                                                          |
| --- | --- |
| 1. Søren Larsen – Hentet tranfer fri i Toulouse 2. Atle Roar Håland – Hentet i OB 3. Emil Ousager – Hentet tranfer fri i OB | 1. Dan Thomassen – Skiftet til Ravenna 2. Frederik Krabbe – Skiftet efter kontraktudløb til Lyngby BK |

| 0Vinter 2010/2011                                                                   | 0Vinter 2010/2011 |
| ----------------------------------------------------------------------------------- | --- |
| 1. Søren Berg – Hentet i Randers FC 2. Hjalte Bo Nørregaard – Hentet i FC København | 1. Benny Feilhaber – Skiftet til New England Revolution i Usa 2. Dennis Høegh – Skiftet efter kontraktudløb til Viborg FF 3. Dioh Williams – Skiftet til BK Häcken 4. Alexander Jackson Møller – Skiftet til Hobro IK |

| 0Sommer 2010 | 0Sommer 2010 |
| --- | --- |
| 1. Adam Eckersley – Hentet tranfer fri i AC Horsens 2. Aron Johannsson – Hentet i Fjölnir 3. Arthur Sorin – Hentet i Sedan (lejeaftale slut) | 1. Jakob Poulsen – Skiftet til FCM 2. Nando Rafael – Skiftet til FC Augsburg 3. Ulrik Lindkvist – (kontraktudløb) 4. Kim Madsen – (karierrestop) |

| 0Vinter 2018/2019 | 0Vinter 2018/2019 |
| --- | --- |
| 1. Alexander Munksgaard – Hentet i FC Midtjylland 2. Frederik Tingager – Hentet i Eintracht Braunschweig 3. Kamil Grabara – Hentet i Liverpool FC (lejeaftale) 4. Patrick Mortensen – Hentet i Sarpsborg 5. Youssef Toutouh – Hentet i Stabæk | 1. Roman Mysak – Ophævet lejeaftale 2. Björn Daniel Sverrisson – Kontrakt ophævet 3. Pierre Kanstrup – Solgt til Erzurumspor 4. Gustav Mogensen – Solgt til Brentford 5. Dino Mikanović – Solgt til FC Kairat Almaty 6. Nimo Gribenco – Udlejet til Stjarnan F.C. 7. Martin Spelmann – Skiftet til Strømsgodset |

| 0Sommer 2018 | 0Sommer 2018 |
| --- | --- |
| 1. Oscar Whalley – Hentet i Sporting Gijon 2. Roman Mysak – Hentet i FC Karpaty (lejeaftale) 3. Ryan Mmaee – Hentet i Standard Liege (lejeaftale) | 1. Mikkel Rask – Karrierestop 2. Alexander Juel Andersen – Fri transfer til Vendsyssel FF 3. Daniel A. Pedersen – Fri transfer til Lillestrøm 4. Steffen Rasmussen – Karrierestop 5. Michael Zacho – Kontraktudløb 6. Mads Boe Mikkelsen – Solgt til Vendsyssel FF 7. Martin Pusic – Fri transfer AC Horsens 8. Frederik Møller – Solgt til Silkeborg IF 9. Aleksandar Jovanovic – Solgt til SD Huesca 10. Kasper Junker – Solgt til AC Horsens |

| 0Vinter 2017/2018 | 0Vinter 2017/2018                                                                                  |
| --- | -------------------------------------------------------------------------------------------------- |
| 1. Björn Daniel Sverrisson – Retur fra leje i Vejle Boldklub 2. Martin Pusic – Hentet i F.C. København 3. Casper Højer Nielsen – Hentet i Lyngby BK | 1. Michael Zacho – Udlejet til Brabrand IF 2. Morten "Duncan" Rasmussen – Solgt til Pogon Szczecin |

| 0Sommer 2017 | 0Sommer 2017 |
| --- | --- |
| 1. Sebastian Hausner – Fra egne rækker 2. Daniel Thøgersen – Fra egne rækker 3. Pierre Kanstrup – Hentet i SønderjyskE 4. Jakob Ankersen – Hentet i Zulte Waregem 5. Frederik Møller – Hentet i AC Horsens 6. Adama Guira – Hentet i Lens 7. Tobias Sana – Hentet i Malmö FF 8. André Riel – Hentet i FC Helsingør | 1. Stephan Petersen – Fri transfer til Silkeborg IF 2. Christopher Ikonomidis – Retur til S.S. Lazio (udløbet lejeaftale) 3. Oskar Buur – Kontraktudløb 4. Thomas Juel-Nielsen – Fri transfer til Maccabi Netanya FC 5. Danny Olsen – Fri transfer til Hobro IK 6. Elmar Bjarnason – Fri transfer til Konyaspor 7. Emil Christensen – Kontraktudløb 8. Thomas Hagelskjær – Fri transfer til Vejle BK 9. Dzhamaldin Khodzhaniazov – Kontraktudløb 10. Björn Daniel Sverrisson – Udlejet til Vejle BK |

| 0Vinter 2016/2017                   | 0Vinter 2016/2017                                                 |
| ----------------------------------- | ----------------------------------------------------------------- |
| 1. Mikkel Rask – Hentet i Viborg FF | 1. Anthony J. Soares – Karrierestop 2. Jacob Torp – Kontraktudløb |

| 0Sommer 2016 | 0Sommer 2016 |
| --- | --- |
| 1. Kasper Junker – Hentet i Randers FC 2. Aleksandar Jovanovic – Hentet i Radnički Niš 3. Mustafa Amini – Hentet i Randers FC 4. Martin Spelmann – Hentet i Genclerbirligi SK 5. Anthony J. Soares – Hentet i Viking 6. Björn Daniel Sverrisson – Hentet i Viking 7. Mustapha Bundu – Hentet i Hereford FC 8. Jesper Juelsgård – Hentet i Brøndby IF 9. Christopher Ikonomidis – Leje fra S.S. Lazio | 1. Adrián López Rodríguez – Kontraktudløb 2. Kim Aabech – Fri transfer til AC Horsens 3. Emil Nielsen – Udløbet lejeaftale 4. Aleksandar Cavric – Retur til KRC Genk (udløbet lejeaftale) 5. Malthe Dahl Overgaard – Fri transfer til Kjellerup 6. Jesper Lange – Fri transfer til Helsingborgs IF 7. Josip Elez – Retur til S.S. Lazio (udløbet lejeaftale) 8. Lukas Fernandes – Fri transfer til SønderjyskE 9. Daniel Christensen – Solgt til KVC Westerlo 10. Jens Jønsson – Solgt til Konyaspor 11. Mate Vatsadze – Kontraktudløb |

| 0Vinter 2015/2016                                                                                 | 0Vinter 2015/2016                                                                                               |
| ------------------------------------------------------------------------------------------------- | --- |
| 1. Morten "Duncan" Rasmussen – Hentet i FC Midtjylland 2. Niklas Backman – Hentet i Dalian Aerbin | 1. Ahmed Yasin – Solgt til AIK 2. Morten Nordstrand – Fritstillet 3. Davit Skhirtladze – Solgt til Silkeborg IF |

| 0Vinter 2014/2015                               | 0Vinter 2014/2015 |
| ----------------------------------------------- | --- |
| 1. Morten Nordstrand – Hentet i FC Nordsjælland | 1. Orri Sigurdur Ómarsson – Kontraktudløb 2. Edafe Egbedi – Kontrakt ophævet 11. janauar 2015 3. Martin Jørgensen – Karrierestop |

| 0Sommer 2014 | 0Sommer 2014 |  |
| --- | --- |  |
| 1. Helgi Danielsson – Hentet i C.F. Belenenses 2. Darnel Situ – Hentet i Swansea City 3. Kim Aabech – Hentet i FC Nordsjælland 4. Jeppe Kjær – Hentet i HB Køge 5. Daniel Christensen – Hentet i SønderjyskE 6. Nicolai Johannessen – Hentet i FC Nordsjælland 7. Andreas Laudrup – Hentet i FC Nordsjælland 8. David Cortés – Klubløs | 1. Edafe Egbedi – Udlejet til Skive IK 2. Casper Sloth – Solgt til Leeds United 3. Osama Akharraz – Kontrakt ophævet 1. september 2014 4. Anders Kure – Transferfrit til FC Vestsjælland 5. Mikkel Kirkeskov – Solgt til OB 6. Hjalte Bo Nørregaard – Solgt til Vendsyssel FF 7. Petri Pasanen – Solgt til FC Lahti 8. Adam Eckersley – Solgt til Heart 9. Dominic Oduro – Retur til Manchester City (lejeaftale slut) 10. Søren Larsen – Karrierestop |  |

| 0Vinter 2013/2014                                                                    | 0Vinter 2013/2014                                            |
| ------------------------------------------------------------------------------------ | ------------------------------------------------------------ |
| 1. Danny Olsen – Hentet i FC Midtjylland 2. Johan Lædre Bjørdal – Hentet i Viking FK | 1. Frans Dhia Putros – Skiftet transfer fri til Silkeborg IF |

| 0Sommer 2013                                                                           | 0Sommer 2013                       |
| -------------------------------------------------------------------------------------- | ---------------------------------- |
| 1. Jesper Lange – Hentet i Esbjerg fB 2. Alexander Juel Andersen – Hentet i AC Horsens | 1. Atle Roar Håland – Karrierestop |

| 0Vinter 2012/2013                                         | 0Vinter 2012/2013 |
| --------------------------------------------------------- | --- |
| 1. Dominic Oduru – Hentet på lejeaftale i Manchester City | 1. Peter Graulund – Karrierestop 2. Aron Johannsson – Skiftet til AZ Alkmaar 3. Søren Berg – Transferfri til FC Vestsjælland 4. Morten Moldskred – Skiftet transfer fri til Tromsø |

| 0Sommer 2012                                                                              | 0Sommer 2012                                                                    |
| ----------------------------------------------------------------------------------------- | ------------------------------------------------------------------------------- |
| 1. Petri Pasanen – Hentet i FC Red Bull Salzburg 2. Mate Vatsadze – Hentet i FC Dila Gori | 1. Jerry Lucena – Transfer fri til Esbjerg FB 2. Mark Howard – Ophævet kontrakt |

| 0Vinter 2011/2012 | 0Vinter 2011/2012                                                           |
| --- | --------------------------------------------------------------------------- |
| 1. Morten Moldskred – Hentet transfer fri i Rosenborg 2. Edafe Egbedi – Hentet transfer fri i Academica Nigeria 3. Osama Akharraz – Hentet transfer fri i Brøndby IF | 1. Jens Gjesing – Transfer fri til Hobro IK 2. Anders Nielsen – Til HB Køge |

| 0Sommer 2011 | 0Sommer 2011                                                                                          |
| --- | --- |
| 1. Søren Larsen – Hentet tranfer fri i Toulouse 2. Atle Roar Håland – Hentet i OB 3. Emil Ousager – Hentet tranfer fri i OB | 1. Dan Thomassen – Skiftet til Ravenna 2. Frederik Krabbe – Skiftet efter kontraktudløb til Lyngby BK |

| 0Vinter 2010/2011                                                                   | 0Vinter 2010/2011 |
| ----------------------------------------------------------------------------------- | --- |
| 1. Søren Berg – Hentet i Randers FC 2. Hjalte Bo Nørregaard – Hentet i FC København | 1. Benny Feilhaber – Skiftet til New England Revolution i Usa 2. Dennis Høegh – Skiftet efter kontraktudløb til Viborg FF 3. Dioh Williams – Skiftet til BK Häcken 4. Alexander Jackson Møller – Skiftet til Hobro IK |

| 0Sommer 2010 | 0Sommer 2010 |
| --- | --- |
| 1. Adam Eckersley – Hentet tranfer fri i AC Horsens 2. Aron Johannsson – Hentet i Fjölnir 3. Arthur Sorin – Hentet i Sedan (lejeaftale slut) | 1. Jakob Poulsen – Skiftet til FCM 2. Nando Rafael – Skiftet til FC Augsburg 3. Ulrik Lindkvist – (kontraktudløb) 4. Kim Madsen – (karierrestop) |

| 0Vinter 2014/2015                               | 0Vinter 2014/2015 |
| ----------------------------------------------- | --- |
| 1. Morten Nordstrand – Hentet i FC Nordsjælland | 1. Orri Sigurdur Ómarsson – Kontraktudløb 2. Edafe Egbedi – Kontrakt ophævet 11. janauar 2015 3. Martin Jørgensen – Karrierestop |

| 0Sommer 2014 | 0Sommer 2014 |  |
| --- | --- |  |
| 1. Helgi Danielsson – Hentet i C.F. Belenenses 2. Darnel Situ – Hentet i Swansea City 3. Kim Aabech – Hentet i FC Nordsjælland 4. Jeppe Kjær – Hentet i HB Køge 5. Daniel Christensen – Hentet i SønderjyskE 6. Nicolai Johannessen – Hentet i FC Nordsjælland 7. Andreas Laudrup – Hentet i FC Nordsjælland 8. David Cortés – Klubløs | 1. Edafe Egbedi – Udlejet til Skive IK 2. Casper Sloth – Solgt til Leeds United 3. Osama Akharraz – Kontrakt ophævet 1. september 2014 4. Anders Kure – Transferfrit til FC Vestsjælland 5. Mikkel Kirkeskov – Solgt til OB 6. Hjalte Bo Nørregaard – Solgt til Vendsyssel FF 7. Petri Pasanen – Solgt til FC Lahti 8. Adam Eckersley – Solgt til Heart 9. Dominic Oduro – Retur til Manchester City (lejeaftale slut) 10. Søren Larsen – Karrierestop |  |

| 0Vinter 2013/2014                                                                    | 0Vinter 2013/2014                                            |
| ------------------------------------------------------------------------------------ | ------------------------------------------------------------ |
| 1. Danny Olsen – Hentet i FC Midtjylland 2. Johan Lædre Bjørdal – Hentet i Viking FK | 1. Frans Dhia Putros – Skiftet transfer fri til Silkeborg IF |

| 0Sommer 2013                                                                           | 0Sommer 2013                       |
| -------------------------------------------------------------------------------------- | ---------------------------------- |
| 1. Jesper Lange – Hentet i Esbjerg fB 2. Alexander Juel Andersen – Hentet i AC Horsens | 1. Atle Roar Håland – Karrierestop |

| 0Vinter 2012/2013                                         | 0Vinter 2012/2013 |
| --------------------------------------------------------- | --- |
| 1. Dominic Oduru – Hentet på lejeaftale i Manchester City | 1. Peter Graulund – Karrierestop 2. Aron Johannsson – Skiftet til AZ Alkmaar 3. Søren Berg – Transferfri til FC Vestsjælland 4. Morten Moldskred – Skiftet transfer fri til Tromsø |

| 0Sommer 2012                                                                              | 0Sommer 2012                                                                    |
| ----------------------------------------------------------------------------------------- | ------------------------------------------------------------------------------- |
| 1. Petri Pasanen – Hentet i FC Red Bull Salzburg 2. Mate Vatsadze – Hentet i FC Dila Gori | 1. Jerry Lucena – Transfer fri til Esbjerg FB 2. Mark Howard – Ophævet kontrakt |

| 0Vinter 2011/2012 | 0Vinter 2011/2012                                                           |
| --- | --------------------------------------------------------------------------- |
| 1. Morten Moldskred – Hentet transfer fri i Rosenborg 2. Edafe Egbedi – Hentet transfer fri i Academica Nigeria 3. Osama Akharraz – Hentet transfer fri i Brøndby IF | 1. Jens Gjesing – Transfer fri til Hobro IK 2. Anders Nielsen – Til HB Køge |

| 0Sommer 2011 | 0Sommer 2011                                                                                          |
| --- | --- |
| 1. Søren Larsen – Hentet tranfer fri i Toulouse 2. Atle Roar Håland – Hentet i OB 3. Emil Ousager – Hentet tranfer fri i OB | 1. Dan Thomassen – Skiftet til Ravenna 2. Frederik Krabbe – Skiftet efter kontraktudløb til Lyngby BK |

| 0Vinter 2010/2011                                                                   | 0Vinter 2010/2011 |
| ----------------------------------------------------------------------------------- | --- |
| 1. Søren Berg – Hentet i Randers FC 2. Hjalte Bo Nørregaard – Hentet i FC København | 1. Benny Feilhaber – Skiftet til New England Revolution i Usa 2. Dennis Høegh – Skiftet efter kontraktudløb til Viborg FF 3. Dioh Williams – Skiftet til BK Häcken 4. Alexander Jackson Møller – Skiftet til Hobro IK |

| 0Sommer 2010 | 0Sommer 2010 |
| --- | --- |
| 1. Adam Eckersley – Hentet tranfer fri i AC Horsens 2. Aron Johannsson – Hentet i Fjölnir 3. Arthur Sorin – Hentet i Sedan (lejeaftale slut) | 1. Jakob Poulsen – Skiftet til FCM 2. Nando Rafael – Skiftet til FC Augsburg 3. Ulrik Lindkvist – (kontraktudløb) 4. Kim Madsen – (karierrestop) |